# 刘正修
刘正修（1946年4月—），生于北京，祖籍河北饶阳，中华人民共和国外交官，曾任中华人民共和国驻老挝人民民主共和国特命全权大使、中华人民共和国驻马耳他共和国特命全权大使。